# Meistaraflokkur (1921)
Sezon 1921 był 10. sezonem o mistrzostwo Islandii. Drużyna Víkingur Reykjavík nie obroniła tytułu mistrzowskiego, zdobył go zespół Fram, wygrywając obydwa mecze. Ze względu na brak systemu ligowego żaden zespół nie spadł ani nie awansował po sezonie.

## Drużyny
Po sezonie 1920 nie nastąpiły żadne zmiany w składzie ligi, wobec czego do sezonu 1921 przystąpiły trzy zespoły.
| Uczestnicy poprzedniej edycji                                                                                 | Uczestnicy poprzedniej edycji | Uczestnicy poprzedniej edycji | Uczestnicy poprzedniej edycji |
| --- | ----------------------------- | ----------------------------- | ----------------------------- |
| VÍR | Víkingur Reykjavík            | 1                             |                               |
| KRE | KR                            | 2                             |                               |
| FRA | Fram                          | 3                             |                               |
| Oznaczenia: - kolumna pierwsza – skróty nazw drużyn, - kolumna trzecia – miejsce zajęte w poprzednim sezonie. |                               |                               |                               |

## Tabela
| Lp. | Drużyna            | M | Z | R | P | Bramki | Bramki | +/– | Pkt |
| --- | ------------------ | - | - | - | - | ------ | ------ | --- | --- |
| 1   | Fram (M)           | 2 | 2 | 0 | 0 | 10     | 1      | +9  | 4   |
| 2   | Víkingur Reykjavík | 2 | 1 | 0 | 1 | 3      | 6      | −3  | 2   |
| 3   | KR                 | 2 | 0 | 0 | 2 | 3      | 9      | −6  | 0   |

## Wyniki
| Gospodarz \ Gość   | FRA | KRE | VÍR |
| Fram               |     |     | 4:0 |
| KR                 | 1:6 |     |     |
| Víkingur Reykjavík |     | 3:2 |     |

Źródło: Knattspyrnusamband Íslands (isl.)
Objaśnienia:
1Drużyna gospodarzy jest wymieniona po lewej stronie tabeli.
Kolory: zielony – zwycięstwo gospodarzy, żółty – remis, różowy – zwycięstwo gości.